# Bawalgaon, Aurad
Bawalgaon là một làng thuộc tehsil Aurad, huyện Bidar, bang Karnataka, Ấn Độ.